# Statistics Canada
Statistics Canada, in francese Statistique Canada (SC, o statcan), è l'agenzia governativa federale del Canada che effettua studi statistici sul paese, anche a livello delle singole province.
Tra le altre responsabilità, Statistics Canada si occupa del censimento generale quinquennale, effettuato nel primo e sesto anno di ogni decennio (il più recente risale a maggio 2011).
Per i luoghi l'agenzia usa una terminologia definita: una parrocchia è un certo territorio rurale del Québec e del Nuovo Brunswick e un cantone è una township dell'est del Québec.